# Maison Olof Palme
La Maison Olof Palme (en hongrois : Olof Palme ház), anciennement Műcsarnok est un édifice situé dans le 14e arrondissement de Budapest. En plein cœur du Városliget, il est le siège de l'Association des artistes hongrois (hu).
Ce site est desservi par la station Olof Palme sétány :  70 75 79.